# 18294 Rudenko
18294 Rudenko este un asteroid din centura principală de asteroizi.

## Descriere
18294 Rudenko este un asteroid din centura principală de asteroizi. A fost descoperit pe 27 septembrie 1978 la Observatorul de Astrofizică din Crimeea de Liudmila Cernîh. Asteroidul prezintă o orbită caracterizată de o semiaxă mare de 2,28 ua, o excentricitate de 0,20 și o înclinație de 6,5° în raport cu ecliptica.